# Skyrama
Skyrama is een online browserspel van Bigpoint waarin spelers hun eigen virtuele luchthaven kunnen bouwen en beheren.

## Gameplay
Wanneer de speler begint, heeft hij niet veel meer dan een enkel vliegtuig en een eenvoudige landingsbaan. Het doel is om het vliegveld uit te breiden en een luchtvloot op te bouwen.

### Geld verdienen
Om geld te verdienen, kan de speler vliegtuigen naar andere vliegvelden over de hele wereld sturen. Voordat de vliegtuigen kunnen opstijgen, moet de speler de vliegtuigen bijtanken en de bagage inladen, wat simpelweg gedaan kan worden met een aantal klikken.
Verder kunnen spelers geld verdienen door winkeltjes, waarvan er in totaal vier zijn: een cadeauwinkel, juwelierszaak, banketbakkerij en hamburgerrestaurant. Elke winkel moet worden bevoorraad met producten, die door vrachtvliegtuigen geleverd kunnen worden.
In het spel zijn er ook missies en opdrachten. Er zijn hoofddoelen, verhaalquests en dagopdrachten. Als beloning voor het voltooien van deze opdrachten kunnen spelers geld, passagiers, vliegtuigen of andere items ontvangen.

### Vliegveld opbouwen
Zodra de speler genoeg geld heeft verdiend, kan hij bijvoorbeeld nieuwe vliegtuigen aanschaffen. Naast kleine, middelgrote en grote vliegtuigen, zijn er ook helikopters en watervliegtuigen. Daarnaast kan de speler faciliteiten zoals platforms en landingsbanen toevoegen of extra land kopen om de luchthaven uit te breiden.
Bovendien kan de speler ook gebouwen en decoraties kopen en toevoegen aan zijn luchthaven om meer passagiers te werven, die nodig zijn om passagiersvliegtuigen te kunnen laten vertrekken.

### Online interactie
In het spel is het de bedoeling dat de speler vliegtuigen naar andere luchthavens stuurt. Deze luchthavens zijn van andere spelers, die de vliegtuigen kunnen afhandelen. Op de radar van de verkeerstoren kan de speler zien welke vliegtuigen onderweg naar zijn luchthaven zijn. Het is ook mogelijk om spelers als vriend toe te voegen en met hen te communiceren via luchtreclame.